# Sowiróg
Sowiróg (deutsch Sowirog, 1934–1945 Loterswalde) ist seit 1948 eine Dorfwüstung in der Stadt-und-Land-Gemeinde Ruciane-Nida (deutsch Rudczanny) im Powiat Piski. Sie liegt in der Woiwodschaft Ermland-Masuren im Nordosten Polens.

## Geographische Lage
Das Walddorf Sowiróg lag in Masuren auf dem Baltischen Landrücken inmitten der Johannisburger Heide (Puszcza Piska) am westlichen Ufer des Jezioro Nidzkie (Niedersee). Pisz (Johannisburg) liegt zwölf Kilometer entfernt in nordöstlicher Richtung.
Die Wüstung Sowiróg ist heute kaum noch kenntlich. Sie ist zu erreichen auf einem unwegsamen Landweg, der von Jaśkowo entlang des Westufers des Jezioro Nidzkie bis nach Zamordeje führt.

## Geschichte
Ursprünglich war diese preußische Landschaft von den heidnischen Prußen (Galinden) bewohnt. Nach der Christianisierung durch den Deutschen Orden gehörte es dem Deutschordensstaat an und nach 1525 zum Herzogtum Preußen. Die Ortschaft Sobiroch wurde als Gut eines Försters im Jahr 1563 gegründet.
Nach dem Wiener Kongress entstand zum 1. Februar 1818 der Kreis Johannisburg im Regierungsbezirk Gumbinnen (ab 1905: Regierungsbezirk Allenstein) in der Provinz Preußen.
Im Jahr 1874 wurde der Amtsbezirk Breitenheide mit der Landgemeinde Sowirog gebildet.
Erst nach 1888 wurde Sowirog ein Schulort. Im Jahr 1910 zählte Sowirog 98 Einwohner, und 1933 waren es 151. Der Ortsname Sowirog wurde am 7. Mai 1934 in „Loterswalde“ eingedeutscht. Im Jahr 1939 lebten in der Gemeinde Loterswalde 169 Einwohner.
Während der Ostpreußischen Operation wurde Loterswalde im Januar 1945 von der Roten Armee eingenommen und der sowjetischen Kommandantur unterstellt. Nach Kriegsende kam Loterswalde zu Polen und hieß wieder Sowiróg. Bis 1948 haben alle Einwohner den Ort verlassen – seither ist es eine Wüstung.

### Kirche
Bis 1945 war Sowirog resp. Loterswalde in die evangelische Kirche Johannisburg in der Kirchenprovinz Ostpreußen der Kirche der Altpreußischen Union sowie in die römisch-katholische Kirche in Johannisburg im damaligen Bistum Ermland eingepfarrt.

## Literarischer Schauplatz Sowirog
Der Schriftsteller Ernst Wiechert (er wurde am 18. Mai 1887 im masurischen Kleinort geboren) lässt seinen zweibändigen Bildungsroman Die Jeromin-Kinder in und um Sowirog spielen. Erst nach Kriegsende (1945/47) hat er ihn veröffentlicht:
Der junge Jons Ehrenreich Jeromin ist der erste aus dem masurischen Walddorf Sowirog, der eine höhere Schule und Universität besucht. Wiechert schildert seinen Werdegang ebenso wie den des Dorfes, das bei aller Abgeschiedenheit den Umbrüchen des 20. Jahrhunderts nicht entgeht. Indem Jons Jeromin eine vielversprechende Medizinerkarriere in der Stadt ausschlägt und als Armenarzt nach Sowirog zurückkehrt, erfüllt sich in ihm Wiecherts Hoffnung, die Menschen möchten „die Gerechtigkeit auf den Acker bringen“ (Jesaja 32,16). Doch mit Bangen sehen die Bewohner von Sowirog einer verhängnisvollen Zukunft entgegen; der Roman endet mit einem Ausblick auf die furchtbaren Verheerungen des Krieges.